# Hirtodrepanum latigonopum
Hirtodrepanum latigonopum är en mångfotingart som beskrevs av Sergei I. Golovatch 1994. Hirtodrepanum latigonopum ingår i släktet Hirtodrepanum och familjen orangeridubbelfotingar. Inga underarter finns listade i Catalogue of Life.